# Jangantau
Jangantau (ros. Янгантау) – wieś (sieło) w Rosji, w Baszkortostanie, w rejonie saławackim. W 2021 liczyła 962 mieszkańców.